# Jacqueline Novogratz
Jacqueline Novogratz (1961) è un'imprenditrice e filantropa statunitense, è la fondatrice di Acumen Fund, un'organizzazione che si occupa di finanziare progetti imprenditoriali che mirino a ridurre la differenza tra ricchi e poveri nei Paesi in via di sviluppo.

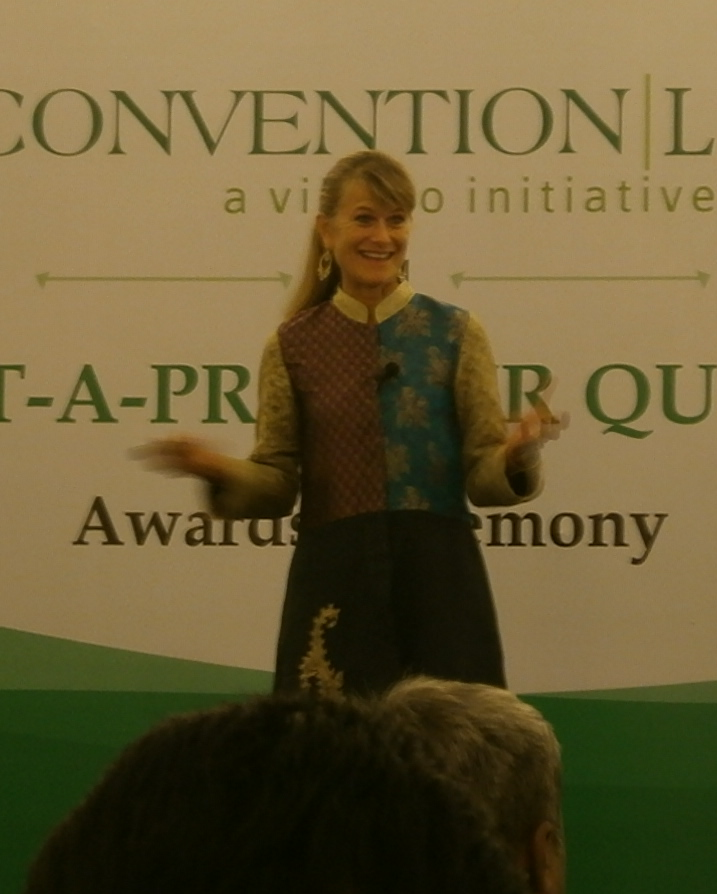

Acumen Fund gestisce un fondo di investimenti di circa 30 milioni di dollari nell'Asia meridionale e nell'Africa dell'Est. Dopo una breve carriera nel settore delle istituzioni bancarie Jacqueline si spostò in Ruanda, dove cominciò a lavorare nel settore della microfinanza. In questo Paese Jacqueline fondò Duterimbere, sulla base delle esperienze condotte in Bangladesh da Muhammad Yunus.
Nel marzo del 2009 Jacqueline ha pubblicato un libro, 'The blue sweater sulla sua esperienza. Jacqueline è sposata con Chris Anderson, organizzatore della conferenza Ted, cui ha partecipato come speaker.